# 두바이 에어쇼

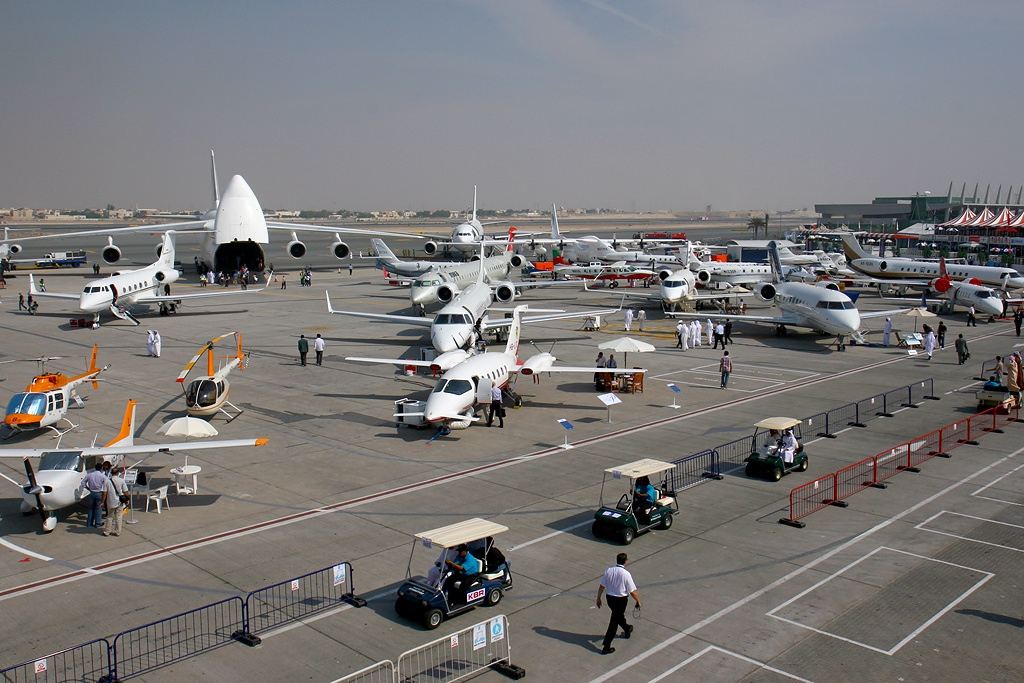
2007년 두바이 에어쇼

두바이 에어쇼는 아랍에미리트 두바이에서 격년 단위로 열리는 에어쇼이다. 에어쇼는 알막툼 국제공항에서 열린다.